# Sofija Parfanowytsch
Sofija Mykolajiwna Parfanowytsch (ukrainisch Софія Миколаївна Парфанович, * 7. Juni 1898 in Lemberg, Galizien, Österreich-Ungarn; † 26. Dezember 1968 in Detroit) war eine ukrainisch-sowjetische Autorin und Gynäkologin.

## Biografie
1916 schloss sie ein Mädchengymnasium in Lemberg ab. 1917 wurde sie die erste ukrainische Studentin der medizinischen Fakultät der Universität Lemberg. Aufgrund des Polnisch-Ukrainischen Kriegs emigrierte sie nach Prag. Von 1923 bis 1925 legte sie dort einen Teil ihrer medizinischen Prüfungen ab. 1926 kehrte sie nach Lemberg zurück, schloss ihr Medizinstudium ab und erhielt ein Diplom als Doktorin der Medizin. Sie arbeitete im Lemberger Allgemeinkrankenhaus und im Scheptyzkyj-Hospital. Außerdem war sie eine Organisatorin der Ukrainischen Frauenunion. Während der sowjetischen Besetzung Ostpolens stellten ukrainische öffentliche Vereine ihre Aktivitäten ein. Parfanowytsch schloss ihre Privatpraxis und arbeitete als Ärztin und Assistentin in der gynäkologischen und geburtshilflichen Klinik des Lemberger Medizinischen Instituts.
Im Dezember 1939 wurde sie zur Leiterin der Schule für Sanitäter und Hebammen ernannt, wo ein dreijähriger Kurs für Sanitäter und Hebammen und ein zweijähriger Kurs für Krankenschwestern durchgeführt wurde. 1941 wurde sie zur außerordentlichen Professorin der Fakultät der Universität Lemberg gewählt. Parfanowytsch arbeite in Kommissionen für pädagogische und methodische Arbeit. Nach den Massenmorden in Lemberg im Sommer 1941 wanderte sie in den Westen aus. 1942 wurde sie Mitglied der Wissenschaftlichen Gesellschaft Schewtschenko. 1944 arbeitete sie in Österreich als Ärztin in Kufstein und anschließend in der Entbindungsstation eines Krankenhauses in einer Fabrik in Telfs. In Deutschland arbeitete sie in der Somme-Kaserne als Ärztin und ab Ende 1946 im internationalen Displaced-Person-Krankenhaus in Augsburg als Gynäkologin. 1949 emigrierte sie in die USA.
Parfanowytsch war in der Abstinenzbewegung aktiv und schrieb eine Reihe von Büchern über Hygiene, Ernährung und Alkoholabstinenz, darunter Hihijena schinky (Frauenhygiene, 1939). Ihre Kurzgeschichten, die auf ihren Erfahrungen als Ärztin basieren, erschienen in den Sammlungen Zina schyttja (Der Preis des Lebens, 1936) und Inschi dni (Andere Tage, 1948). Sie schrieb auch die Kurzgeschichtensammlungen U lisnytschiwzi (Im Waldreservat, 1954), Ljublju Dibrowu (Ich liebe Dibrowa [ein Urlaubsort in der Nähe von Detroit], 1959) und Tschariwna Dibrowa (Bezauberndes Dibrowa, 1964) sowie die Romane Wirnyj pryjatel (Ein wahrer Freund, 1961) und Takyj win buw (Er war so, 1964).